# (74372) 1998 XL1
(74372) 1998 XL1 – planetoida z pasa głównego asteroid okrążająca Słońce w ciągu 4,8 lat w średniej odległości 2,84 j.a. Odkryta 7 grudnia 1998 roku.